# Dedukcija
Dedúkcija je v logiki izpeljava ugotovitve, ki izvira iz ene ali več navedb, od katerih je vsaka navedba predhodnica ali posledica ugotovitve, ki nastopa v danem dokazu.
Tradicionalni vidik dedukcije kot izpeljave od splošnega k posameznemu je bila označena kot nepravilna s strani mnogih logikov. Nekateri strokovnjaki zavračajo kontrast med indukcijo in dedukcijo.
Dedukcija = izvajanje, izpeljavanje. 